# مقاطعة مونرو (فلوريدا)
مقاطعة مونرو هي مقاطعة في فلوريدا، بلغ عدد سكانها 73٬090  نسمة، في 2010، عاصمتها كي ويست، فلوريدا، تبلغ مساحتها 9٬679 كيلومتر مربع.

## الموقع
تشترك في الحدود مع:
- مقاطعة كولير.

## التقسيمات الإدارية
- كي ويست، فلوريدا.